# 베릴륨화 리튬
베릴륨화 리튬(Lithium beryllide)은 LiBe, LiBe2, Li2Be, LiBe3, Li3Be, Li2Be3, Li3Be2, LiBe4 및 Li4Be를 포함하여 몇 가지 가능한 조성을 가질 수 있는 가상의 리튬과 베릴륨의 금속 간 화합물이다. 전산적인 방법은 이러한 조성물 중 일부는 매우 높은 압력과 낮은 온도에서 초전도가 될 수 있음을 나타낸다.